# Ойкаси (Аліковський район)
Ойка́си (рос. Ойкасы, чув. Уйкас) — присілок у Чувашії Російської Федерації, у складі Ілгишевського сільського поселення Аліковського району.
Населення — 101 особа (2010; 104 в 2002, 172 в 1979, 252 в 1939, 254 в 1926, 261 в 1906, 170 в 1858).
Національний склад:
- чуваші — 100 %

## Історія
Засновано 18 століття як виселок села Успенське (нині Аліково). До 1866 року селяни мали статус державних, займались землеробством, тваринництвом, слюсарством, виробництвом музичних інструментів та коліс. На початку 20 століття діяло 2 вітряки. 1931 року створено колгосп «Карташ». До 1927 року присілок входив до складу Шуматовської та Аліковської волостей Ядринського повіту, з переходом на райони 1927 року — спочатку у складі Аліковського, у період 1962–1965 років — у складі Вурнарського, після чого знову переданий до складу Аліковського району.